# Alpi Urane
Le Alpi Urane (in tedesco Urner Alpen) sono un gruppo montuoso delle Alpi Occidentali. Si trovano a cavallo dei cantoni svizzeri Vallese, Berna, Uri, Obvaldo, Nidvaldo e Lucerna. Annoverano tra i loro massicci anche la parte settentrionale del Massiccio del San Gottardo.

## Classificazione
Le Alpi Urane comunemente non sono viste come gruppo alpino a sé stante. Nella tradizionale suddivisione delle Alpi Svizzere, utilizzata dal Club Alpino Svizzero, fanno parte della sezione Alpi Svizzere Centrali. Nella tradizionale Partizione delle Alpi, introdotta in Italia nel 1926, sono un gruppo della sezione Alpi Bernesi. Anche nella Suddivisione Orografica Internazionale Unificata del Sistema Alpino (SOIUSA) sono viste come una sottosezione delle Alpi Bernesi.

## Delimitazioni
Confinano:

Collocazione delle Alpi Urane nelle Alpi Centrali.

- a nord e nord-ovest con le Prealpi di Lucerna e di Untervaldo (nelle Prealpi Svizzere) e separate dal Jochpass e dal Rot Grätli;
- ad est con le Alpi Urano-Glaronesi (nelle Alpi Glaronesi) e separate dal fiume Reuss;
- a sud con le Alpi del Monte Leone e del San Gottardo (nelle Alpi Lepontine) e separate dal passo della Furka;
- a sud-ovest con le Alpi Bernesi in senso stretto (nella stessa sezione alpina) e separate dal Passo del Grimsel e dal fiume Aar.

Ruotando in senso orario i limiti geografici sono: Passo della Furka, Gletsch (frazione di Oberwald), Passo del Grimsel, fiume Aar, Innertkirchen, Gental, Jochpass, Engelberg, Rot Grätli, Isenthal, Altdorf, fiume Reuss, Andermatt, Passo della Furka.

## Suddivisione
Secondo la SOIUSA le Alpi Urane sono una sottosezione alpina con la seguente classificazione:
- Grande parte = Alpi Occidentali
- Grande settore = Alpi Nord-occidentali
- Sezione = Alpi Bernesi
- Sottosezione = Alpi Urane
- Codice = I/B-12.I

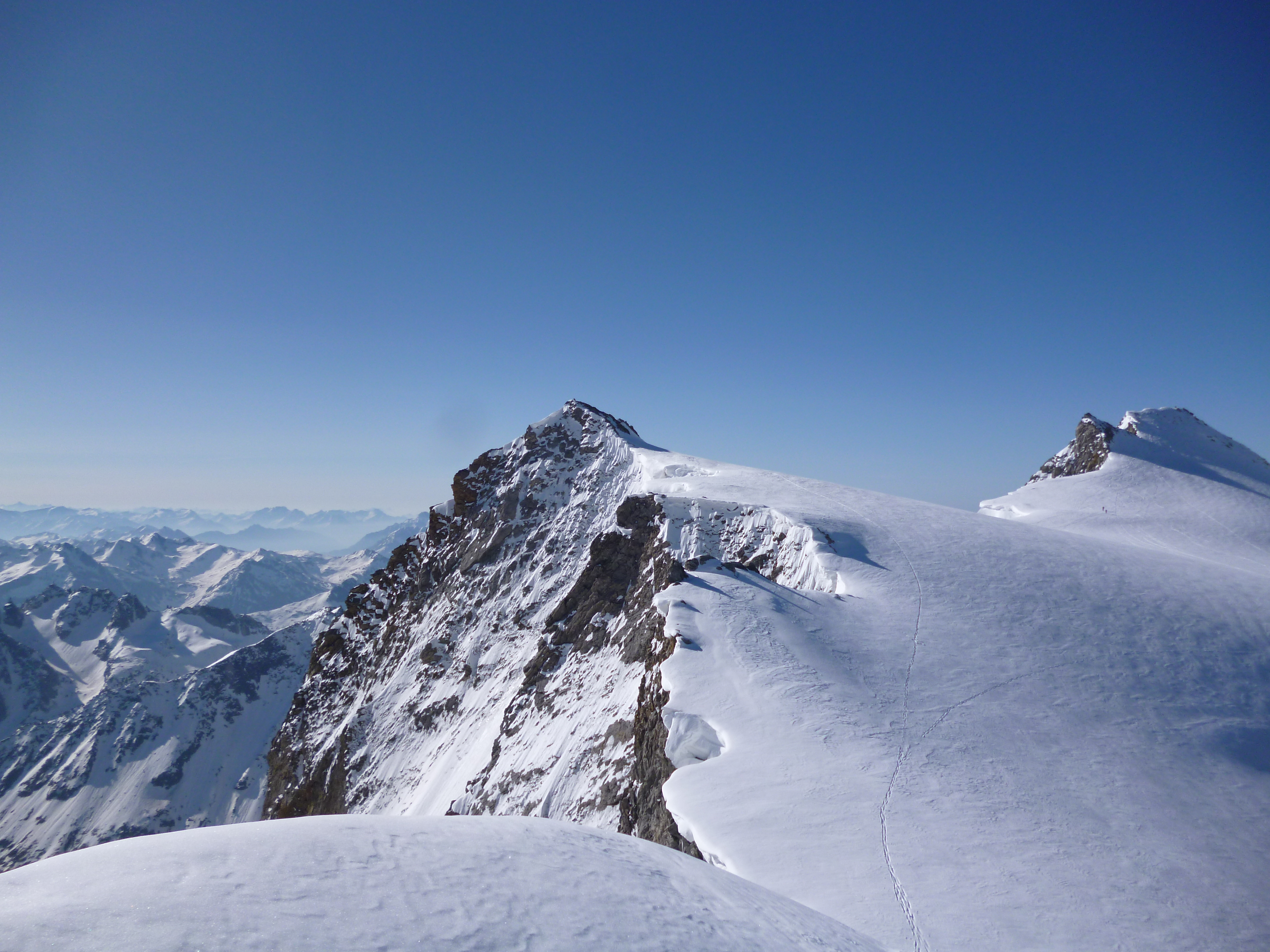
Schneestock

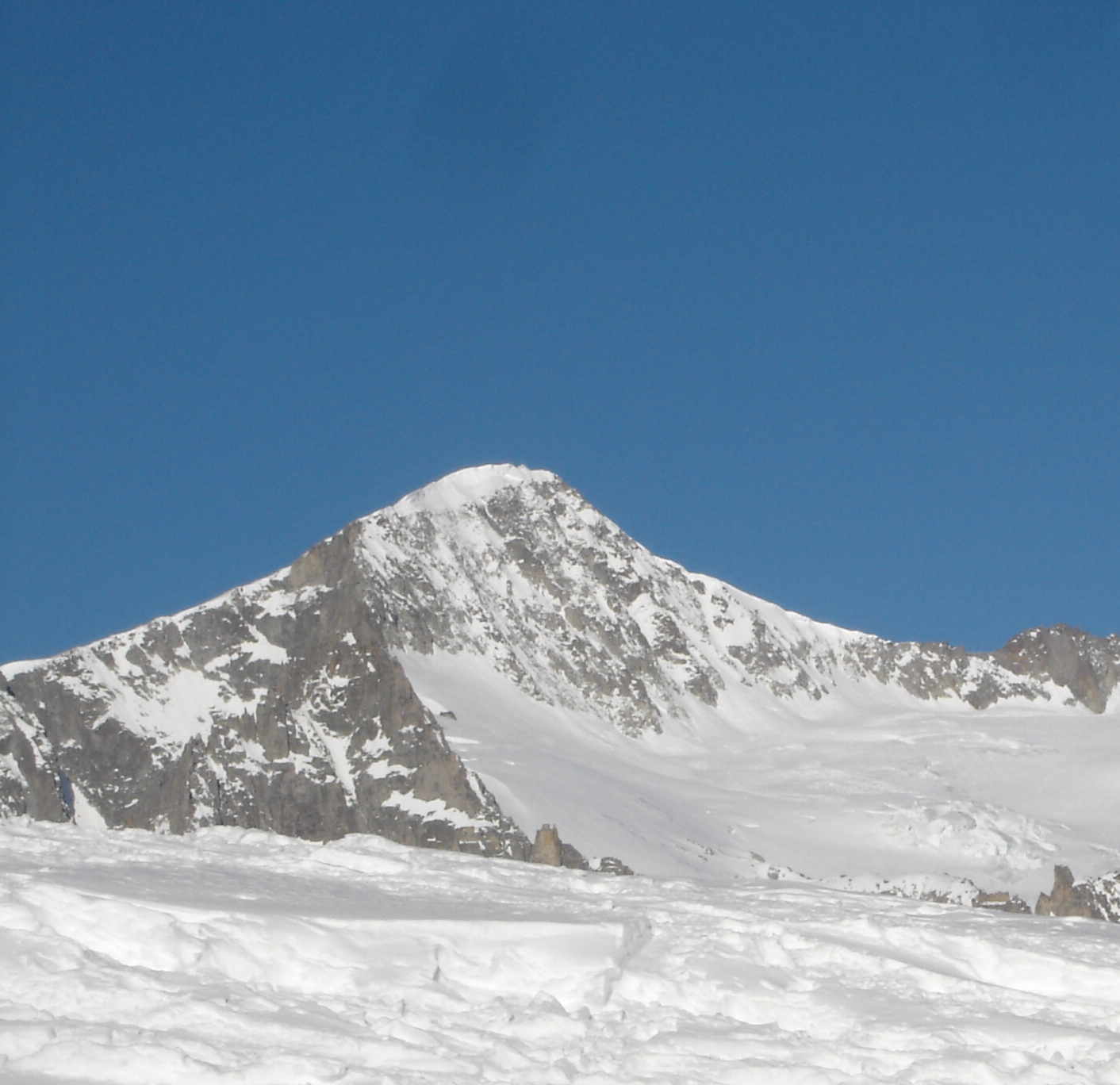
Galenstock

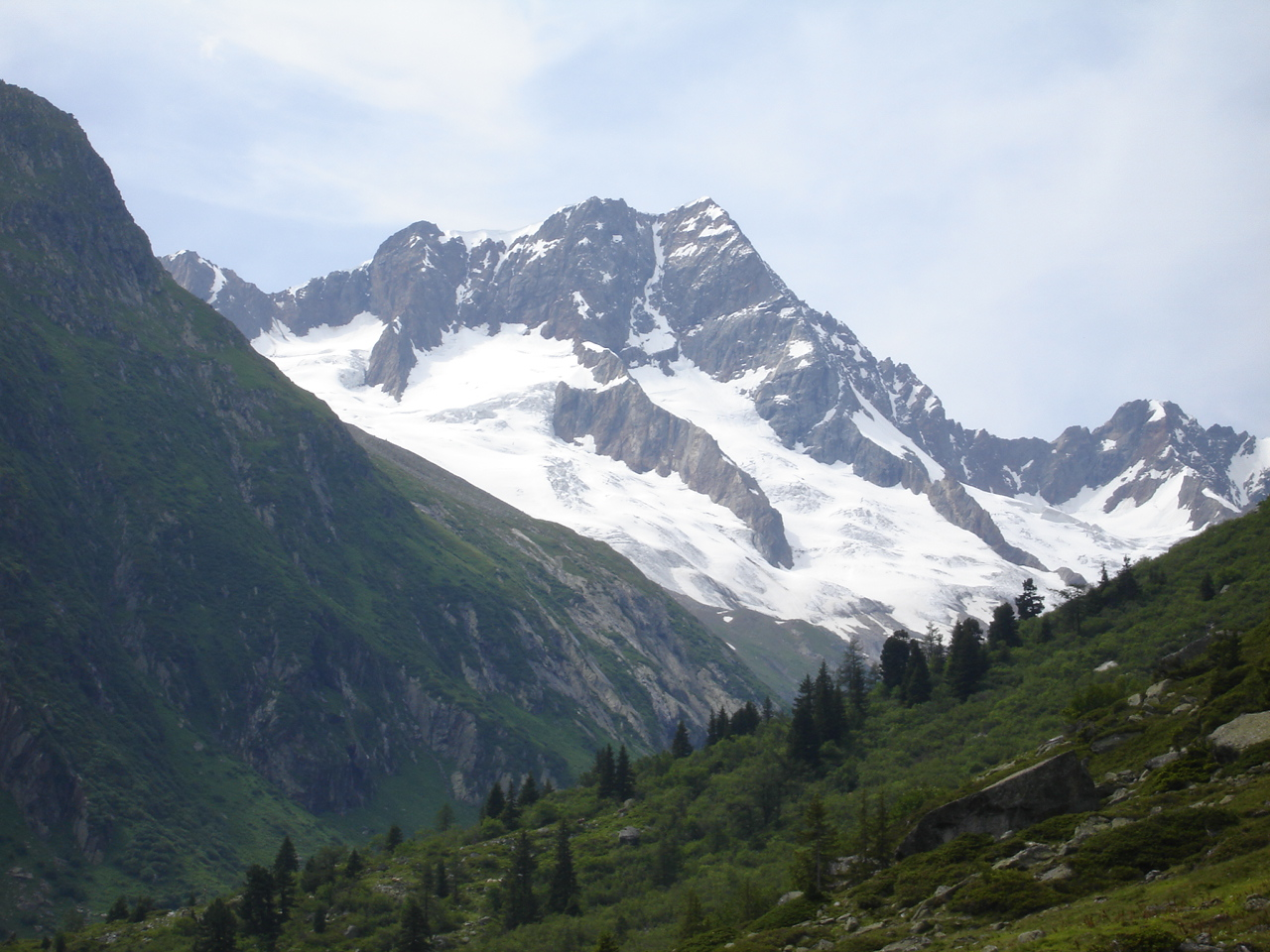
Sustenhorn

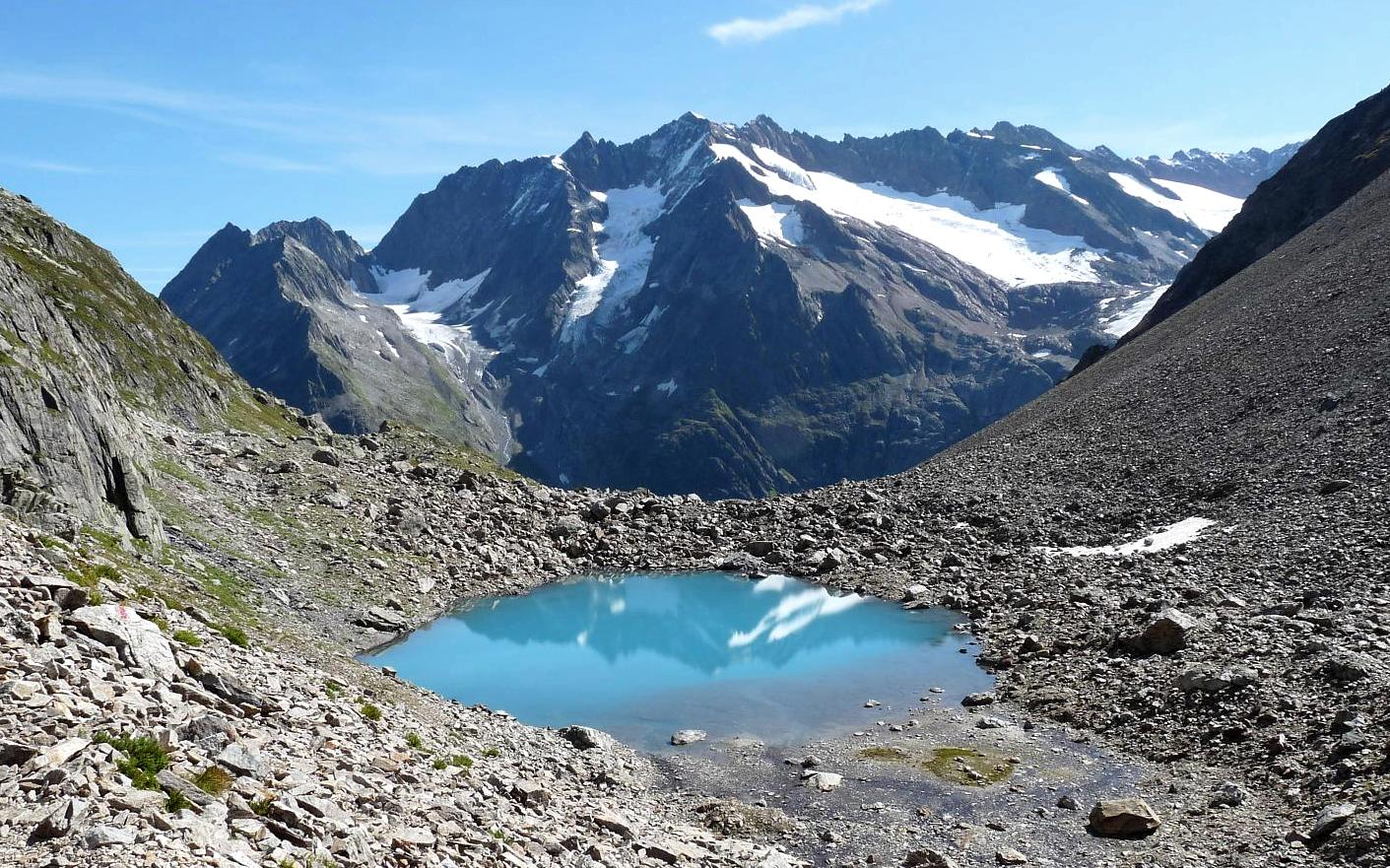
Hinter tierberg

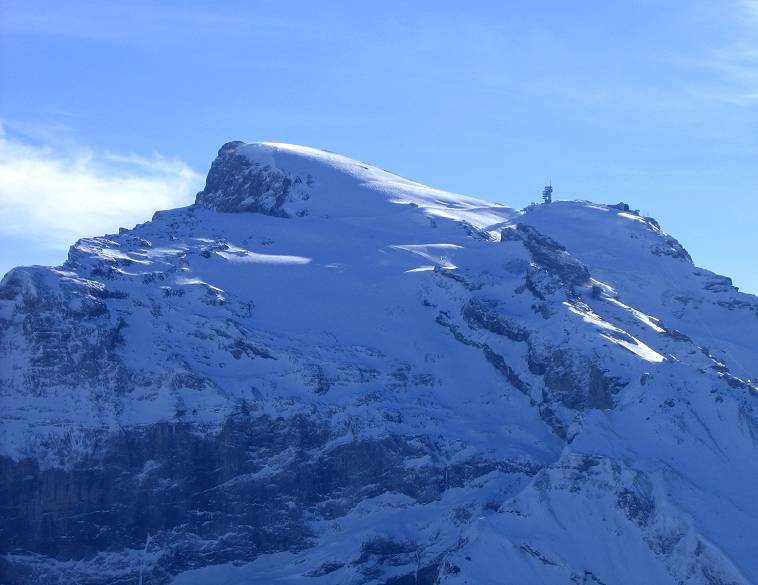
Titlis

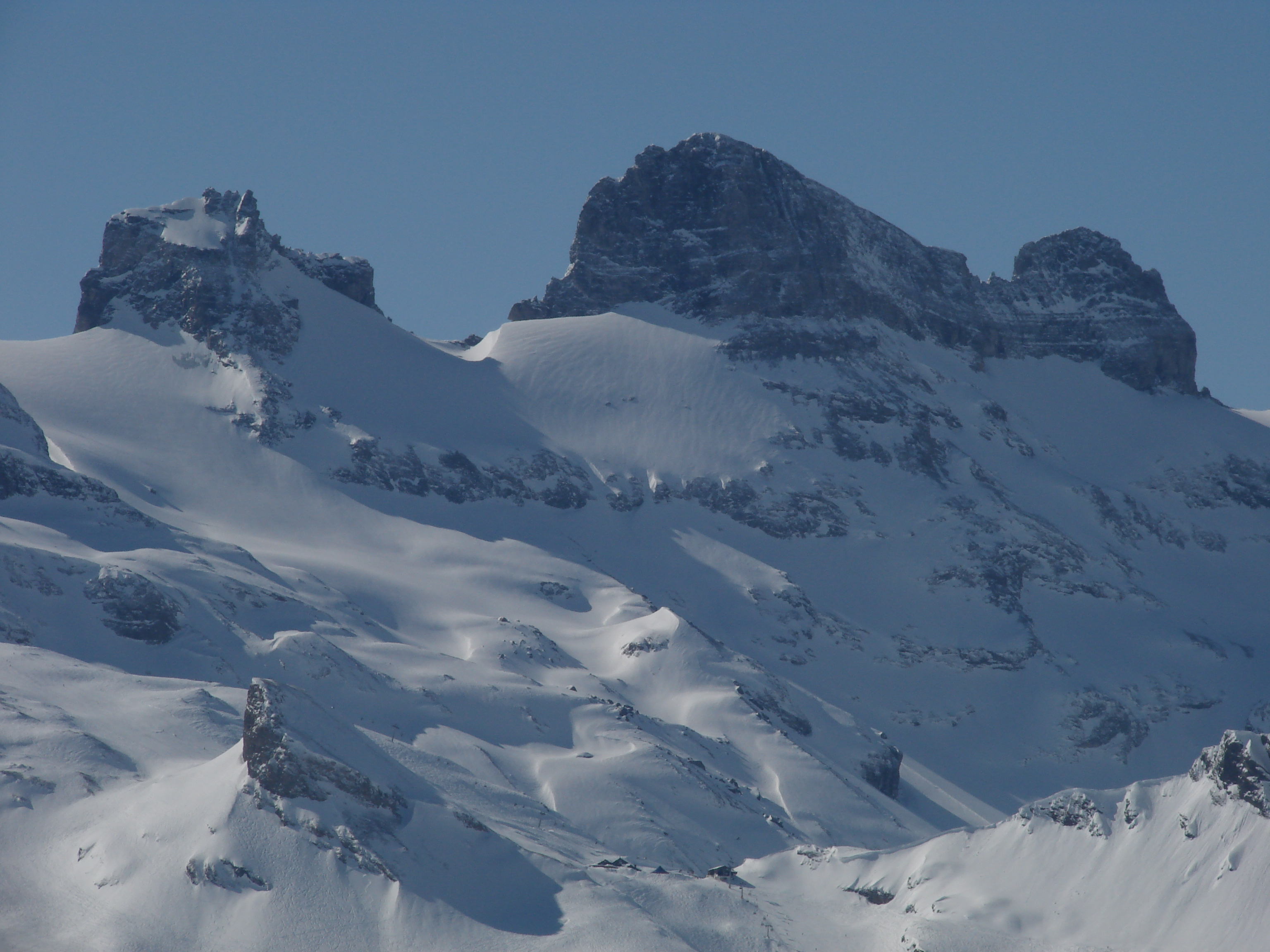
Wendenstoecker

Sempre secondo la classificazione SOIUSA, le Alpi Urane si suddividono in due supergruppi, quattro gruppi e quattordici sottogruppi:
- Catena del Dammastock-Sustenhorn (A)
  - Gruppo del Dammastock (A.1)
    - Catena del Galenstock (A.1.a)
    - Catena del Dammastock (A.1.b)
    - Catena Gletschhorn-Schöllenen (A.1.c)
    - Catena del Tierberg (A.1.d)
    - Catena Gelmerhörner-Tieralplistock (A.1.e)

  - Gruppo del Sustenhorn (A.2)
    - Catena Sustenhorn-Bergseeschijen (A.2.a)
    - Catena del Fleckistock (A.2.b)
    - Salbitschijen (A.2.c)
- Catena del Titlis-Uri Rotstock (B)
  - Gruppo del Titlis-Spannort (B.3)
    - Catena Fünffingerstöck-Wendenhorn (B.3.a)
    - Catena Grassen-Spannort (B.3.b)
    - Catena Tällistock-Titlis (B.3.c)
    - Hoch Seewen (B.3.d)
    - Catena Krönten-Mäntliser (B.3.e)
    - Catena dello Schlossberg (B.3.f)

  - Gruppo dell'Uri Rotstock (B.4).

I due supergruppi sono separati dal Passo del Susten; la Catena del Dammastock-Sustenhorn si trova a sud del passo e la Catena del Titlis-Urirostock a nord.

## Principali vette
Le principali vette delle Alpi urane sono:
- 1. Dammastock, 3630 m
- 2. Schneestock, 3608 m
- 3. Rhonestock, 3596 m
- 4. Galenstock, 3583 m
- 5. Eggstock, 3583 m
- 6. Tiefenstock, 3515 m
- 7. Sustenhorn, 3504 m
- 8. Hinter Tierberg, 3447 m
- 9. Gwächtenhorn, 3420 m
- 10. Mittlerer Tierberg, 3418 m
- 11. Fleckistock, 3416 m
- 12. Maasplanggstock, 3401 m
- 13. Wysse Nollen, 3398 m
- 14. Diechterhorn, 3389 m
- 15. Tieralplistock, 3382 m
- 16. Chli Sustenhorn, 3318 m
- 17. Vorderes Sustenlimihorn, 3316 m
- 18. Stucklistock, 3308 m
- 19. Gletschhorn, 3305 m
- 20. Titlis, 3238 m
- 21. Rorspitzli, 3220 m
- 22. Sidelenhorn, 3217 m
- 23. Gwächtenhorn, 3214 m
- 24. Brunnenstock, 3210 m
- 25. Chüeplanggenstock, 3207 m
- 26. Gross Bielenhorn, 3207 m
- 27. Voralphorn, 3203 m
- 28. Winterstock, 3203 m
- 29. Chelenalphorn, 3202 m
- 30. Gross Griessenhorn, 3202 m
- 31. Gross Spannort, 3198 m
- 32. Hinteres Sustenlimihorn, 3194 m
- 33. Gärstenhörner, 3189 m
- 34. Limistock, 3189 m
- 35. Tällistock, 3185 m
- 36. Rotstock, 3183 m
- 37. Hoch Horefellistock, 3175 m
- 38. Gross Furkahorn, 3169 m
- 39. Winterberg, 3167 m
- 40. Chli Spannort, 3140 m
- 41. Hinter Schloss (Schlossberg), 3132 m
- 42. Steinhüshorn, 3121 m
- 43. Chilchlistock, 3114 m
- 44. Krönten, 3107 m
- 45. Hintere Gelmerhörner, 3100 m
- 46. Vorder Tierberg, 3091 m
- 47. Zwächten, 3078 m
- 48. Lochberg, 3074 m
- 49. Müeterlishorn, 3066 m
- 50. Wendenstöcke, 3042 m
- 51. Blauberg, 3039 m
- 52. Triftstöckli, 3035 m
- 53. Klein Titlis, 3028 m
- 54. Klein Furkahorn, 3026 m
- 55. Wendenhorn, 3023 m
- 56. Spitzli, 3011 m
- 57. Bächenstock, 3008 m
- 58. Reissend Nollen, 3003 m

## Geologia
La parte meridionale del massiccio, la più elevata, è costituita essenzialmente da rocce cristalline autoctone, principalmente graniti, anfiboliti, gneiss e ardesie; localmente vi si trovano sedimenti di calcare.
Nella parte nord queste rocce lasciano il posto a rocce sedimentarie.

## Rifugi alpini
Alcuni dei rifugi che si trovano nelle Alpi Urane sono:
- Albert-Heim-Hütte - 2543 m
- Trifthütte - 2520 m
- Dammahütte - 2438 m
- Chelenalphütte - 2350 m
- Salbithütte - 2105 m
- Kröntenhütte - 1903 m
- Brunnihütte - 1860 m
- Brisenhaus - 1753 m
- Treschhütte - 1475 m

## Stazioni invernali
- Alpnach
- Attinghausen
- Beatenberg
- Beckenried
- Dallenwil
- Flühli
- Gurtnellen
- Hasliberg
- Kriens
- Marbach
- Melchtal
- Stans
- Wolfenschiessen.